# エイドリアン・ブロディ
エイドリアン・ニコラス・ブロディ（Adrien Nicholas Brody, 1973年4月14日 - ）は、アメリカ合衆国の俳優。2002年公開の『戦場のピアニスト』や2024年公開の『ブルータリスト』でアカデミー主演男優賞を受賞。29歳343日での受賞記録は、現在でも史上最年少記録である。

## 生い立ち
ニューヨーク市クイーンズ区にて、ポーランド系ユダヤ人の画家で元歴史教授のエリオット・ブロディと、ハンガリー人とチェコ系ユダヤ人のハーフであるフォトジャーナリストシルヴィア・プラヒー (Sylvia Plachy) の間に生まれる。父エリオットはホロコーストで家族を失い、母シルヴィアは1956年のハンガリー動乱の時にアメリカに亡命していた。
幼少の頃は母親のカメラの被写体になっていた。少年時に素行不良の友人と関係を持っていたため両親により強制的に演劇学校（アメリカン・アカデミー・オブ・ドラマティック・アーツ）に入学させられた。1992年にオートバイを運転していたところ交通事故に巻き込まれリハビリに数か月を費やす重傷を負った。

## キャリア

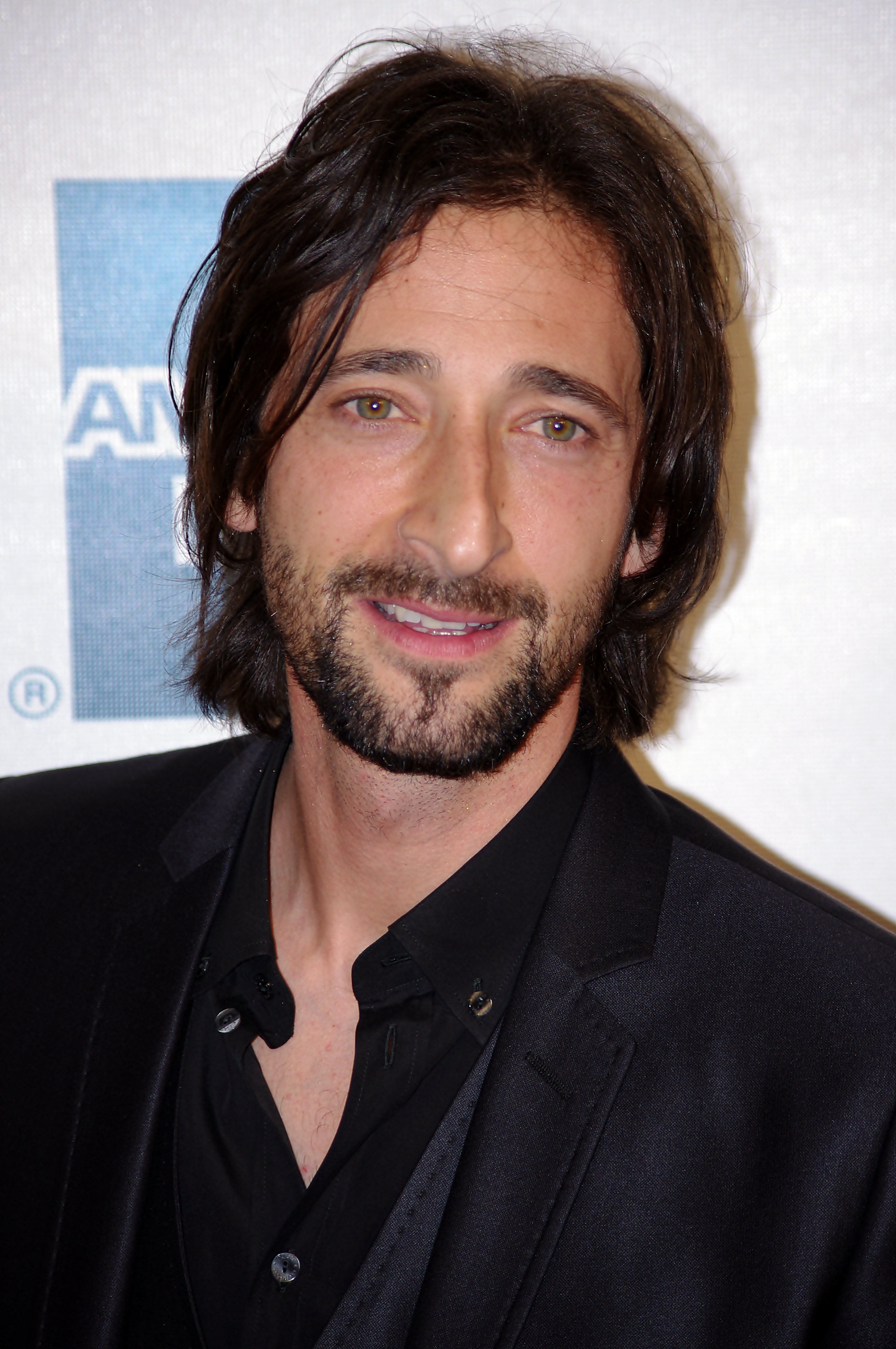
2011年

1986年にテレビ映画でデビュー。1988年に『Home at Last』で映画デビュー。1998年のテレンス・マリック監督作品『シン・レッド・ライン』に出演し、作品はベルリン国際映画祭で最高賞に当たる金熊賞を受賞。自身もキャストの一人として高い評価を獲得した。
1999年に映画撮影中に鼻を骨折したため、現在も鼻が曲がっている。
2002年のロマン・ポランスキー監督作品『戦場のピアニスト』で実在したピアニスト、ウワディスワフ・シュピルマンを演じ、作品は第55回カンヌ国際映画祭で最高賞に当たるパルム・ドールを受賞。自身も29歳343日という史上最年少でアカデミー主演男優賞を獲得し、セザール賞でもアメリカ人として史上初となる主演男優賞を受賞した。
その後、M・ナイト・シャマラン監督作『ヴィレッジ』とピーター・ジャクソン監督作『キング・コング』といった大ヒット映画に立て続けに出演。2000年代後半からはウェス・アンダーソン監督作品の常連俳優となり、『ダージリン急行』（2007年）を皮切りに数多くの作品に出演するようになる。
2025年、ブラディ・コーベット監督作品『ブルータリスト』で、第82回ゴールデングローブ賞主演男優賞と、第97回アカデミー賞で自身にとっては2度目となるアカデミー主演男優賞を受賞した。その際に、アカデミー賞史上最長となる5分40秒のスピーチを披露し、グリア・ガースン以来82年ぶりにギネス記録更新した。

## 私生活
2007年からスペイン人女優エルサ・パタキーと交際していたが、2009年5月に破局。
2020年からファッションデザイナーで女優のジョージナ・チャップマンと交際している。

### アカデミー賞授賞式におけるキス
2003年の第75回アカデミー賞授賞式において、ブロディは『戦場のピアニスト』で主演男優賞を受賞したが、その際にプレゼンターである女優のハル・ベリーにキスをしたことが物議を醸し、この年の授賞式を代表する瞬間として扱われるようになった。ベリー自身は驚きつつも、ブロディの晴れ舞台に立ち会えたことを光栄に思うと発言している。
2025年の第97回アカデミー賞のレッドカーペットでは、ベリーの側がブロディにキスをするという再現を行い話題となった。ベリーは事前にブロディの交際相手であるチャップマンに話を通していたとしている。

## フィルモグラフィ
※役名の太字表記は主演。

### 映画

#### 劇場公開映画
| 年   | 題名                                                                                    | 役名                                         | 備考                                                          | 吹替                                                           |
| ---- | --------------------------------------------------------------------------------------- | -------------------------------------------- | ------------------------------------------------------------- | -------------------------------------------------------------- |
| 1988 | Home at Last                                                                            | ビリー                                       |                                                               | N/A                                                            |
| 1989 | ニューヨーク・ストーリー New York Stories                                               | メル                                         | 第2話「ゾイのいない生活」に出演                               |                                                                |
| 1991 | The Boy Who Cried Bitch                                                                 | エディ                                       |                                                               | N/A                                                            |
| 1993 | わが街 セントルイス King of the Hill                                                    | レスター・シルバーストーン                   | 日本劇場未公開                                                |                                                                |
| 1994 | エンジェルス Angels in the Outfield                                                     | ダニー・ヘマーリング                         |                                                               |                                                                |
| 1994 | ゲッタウェイ!エンジェル Jailbreakers                                                    | スキニー                                     | テレビ映画                                                    |                                                                |
| 1996 | ゼロ・ゲーム Nothing to Lose                                                            | レイ・ディグロヴァニーニ                     | 日本劇場未公開                                                |                                                                |
| 1996 | サイバー・ソルジャー Solo                                                               | ビル・ステュワート医師 / ソロのデザイナー    | 日本劇場未公開                                                |                                                                |
| 1996 | ハード・ブレット 仁義なき銃弾 Bullet                                                    | ルビー                                       |                                                               | 藤原啓治                                                       |
| 1997 | 死にたいほどの夜 The Last Time I Committed Suicide                                      | ベン                                         |                                                               | 藤原啓治                                                       |
| 1997 | 危険な結婚 The Undertaker's Wedding                                                     | マリオ・ベリーニ                             | 日本劇場未公開                                                |                                                                |
| 1997 | ハード・デイズ Six Ways to Sunday                                                       | アーニー・フィンケルスタイン                 | 日本劇場未公開                                                |                                                                |
| 1998 | レストラン Restaurant                                                                   | クリス・キャロウェイ                         |                                                               | 山野井仁                                                       |
| 1998 | シン・レッド・ライン The Thin Red Line                                                  | ファイフ二等兵                               | 中原茂                                                        |                                                                |
| 1999 | サマー・オブ・サム Summer of Sam                                                        | リッチー                                     | 関俊彦                                                        |                                                                |
| 1999 | 人質 Oxygen                                                                             | ハリー                                       | テレビ映画                                                    | 不明                                                           |
| 1999 | リバティ・ハイツ Liberty Heights                                                        | ヴァン・カーツマン                           | 日本劇場未公開                                                |                                                                |
| 2000 | ブレッド&ローズ Bread and Roses                                                         | サム                                         |                                                               |                                                                |
| 2000 | 戦場のジャーナリスト Harrison's Flowers                                                 | カイル・モリス                               | WOWOWでは「戦場に消えたカメラマン」という題名で放送           |                                                                |
| 2001 | ラブ・ザ・ハード・ウェイ〜疑惑の男〜 Love the Hard Way                                  | ジャック・グレース                           | 日本劇場未公開                                                | 宮本充                                                         |
| 2001 | マリー・アントワネットの首飾り The Affair of the Necklace                               | ニコラ                                       |                                                               | 郷田ほづみ                                                     |
| 2002 | ダミー Dummy                                                                            | スティーヴン                                 | 日本劇場未公開                                                | 家中宏                                                         |
| 2002 | 戦場のピアニスト The Pianist                                                            | ウワディスワフ・シュピルマン                 | アカデミー主演男優賞受賞                                      | 宮本充                                                         |
| 2003 | 歌う大捜査線 The Singing Detective                                                      | ファースト・フード                           | 日本劇場未公開                                                | （吹き替え版なし）                                             |
| 2004 | ヴィレッジ The Village                                                                  | ノア・パーシー                               |                                                               | 宮本充（ソフト版） 桐本琢也（日本テレビ版） 不明（機内上映版） |
| 2005 | ジャケット The Jacket                                                                   | ジャック・スタークス                         | 宮本充                                                        |                                                                |
| 2005 | キング・コング King Kong                                                                | ジャック・ドリスコル                         | 宮本充                                                        |                                                                |
| 2006 | ハリウッドランド Hollywoodland                                                          | ルイス・シモ                                 | 井上和彦                                                      |                                                                |
| 2007 | The Tehuacan Project                                                                    | ナレーター                                   | 声の出演                                                      | N/A                                                            |
| 2007 | ダージリン急行 The Darjeeling Limited                                                   | ピーター・ホイットマン                       |                                                               | 東地宏樹                                                       |
| 2008 | マノレテ 情熱のマタドール Manolete                                                      | マヌエル・ロドリゲス・サンチェス（マノレテ） | 日本劇場未公開                                                | （吹き替え版なし）                                             |
| 2008 | ブラザーズ・ブルーム The Brothers Bloom                                                 | ブルーム                                     |                                                               | 浜田賢二                                                       |
| 2008 | キャデラック・レコード 音楽でアメリカを変えた人々の物語 Cadillac Records                | レナード・チェス                             | 宮本充                                                        |                                                                |
| 2009 | ジャーロ Giallo                                                                         | エンツォ・ラヴィア捜査官                     | 兼製作                                                        | （吹き替え版なし）                                             |
| 2009 | スプライス Splice                                                                       | クライヴ・ニコリ                             |                                                               | 檀臣幸                                                         |
| 2009 | ファンタスティック Mr.FOX Fantastic Mr. Fox                                             | リックキティ                                 | 声の出演                                                      |                                                                |
| 2010 | High School                                                                             | Edward "Psycho Ed" Highbaugh                 |                                                               | N/A                                                            |
| 2010 | プレデターズ Predators                                                                  | ロイス                                       | 井上和彦                                                      |                                                                |
| 2010 | エクスペリメント The Experiment                                                         | トラヴィス                                   | 宮本充                                                        |                                                                |
| 2010 | エスケイプ Wrecked                                                                      | 男                                           | 兼製作総指揮 日本劇場未公開                                   | 不明                                                           |
| 2011 | デタッチメント 優しい無関心 Detachment                                                  | ヘンリー・バース                             | 兼製作総指揮                                                  | （吹き替え版なし）                                             |
| 2011 | ミッドナイト・イン・パリ Midnight in Paris                                              | サルバドール・ダリ                           |                                                               | 大川透                                                         |
| 2012 | バック・トー・ナテイン・フォティ・トー Back to 1942                                     | セオドア・ホワイト                           |                                                               |                                                                |
| 2013 | サード・パーソン Third person                                                           | スコット                                     | 宮本充                                                        |                                                                |
| 2014 | グランド・ブダペスト・ホテル The Grand Budapest Hotel                                   | ドミトリ－                                   | 浜田賢二                                                      |                                                                |
| 2014 | クライム・スピード American Heist                                                       | フランキー・ケリー                           | 兼製作総指揮                                                  | 置鮎龍太郎                                                     |
| 2015 | ドラゴン・ブレイド 天将雄師                                                             | ティベリウス                                 | 中国・香港映画                                                | 宮本充                                                         |
| 2015 | 心霊ドクターと消された記憶 Backtrack                                                    | ピーター・バウアー                           |                                                               | 宮本充                                                         |
| 2015 | シーラーズの9月 Septembers of Shiraz                                                    | イザック・アミン                             | 兼製作総指揮 別題『ボーダー -自由への扉-』                    | 山路和弘                                                       |
| 2016 | 白い闇の女 Manhattan Night                                                              | ポーター・レン                               | 兼製作                                                        | 宮本充                                                         |
| 2017 | キラー・ドッグ Bullet Head                                                              | ステイシー                                   | 別題『バレット・ヘッド』                                      | 宮本充（Netflix版） 赤坂柾之（ソフト版）                       |
| 2018 | エア・ストライク 大轟炸                                                                 | スティーヴ                                   | 中国映画                                                      | 堤喬嗣                                                         |
| 2021 | クリーン ある殺し屋の献身 Clean                                                         | クリーン                                     | 兼製作・脚本・音楽                                            | 宮本充                                                         |
| 2021 | フレンチ・ディスパッチ ザ・リバティ、カンザス・イヴニング・サン別冊 The French Dispatch | ジュリアン・カダージオ                       |                                                               | 上田燿司                                                       |
| 2022 | ウエスト・エンド殺人事件 See How They Run                                               | レオ・コペルニク                             | （吹き替え版なし）                                            |                                                                |
| 2023 | Manodrome                                                                               | Dad Dan                                      | N/A                                                           |                                                                |
| 2023 | Fool's Paradise                                                                         | Chad Luxt                                    | N/A                                                           |                                                                |
| 2023 | アステロイド・シティ Asteroid City                                                      | シューベルト・グリーン                       | 高橋大輔                                                      |                                                                |
| 2024 | ブルータリスト The Brutalist                                                            | ラースロー・トート                           | アカデミー賞主演男優賞受賞 ゴールデングローブ賞主演男優賞受賞 | 宮本充                                                         |

#### WEB配信映画
| 年   | 題名                         | 役名             | 配信局    | 吹替     |
| ---- | ---------------------------- | ---------------- | --------- | -------- |
| 2022 | ブロンド Blonde              | アーサー・ミラー | Netflix   | 宮本充   |
| 2023 | ゴーステッド Ghosted Ghosted | レヴェック       | Apple TV+ | 小松史法 |

### テレビ

#### テレビドラマ
| 放映年 | 題名                                         | 役名                        | 備考                                     | 吹替     |
| ------ | -------------------------------------------- | --------------------------- | ---------------------------------------- | -------- |
| 2003   | サタデー・ナイト・ライブ Saturday Night Live | 本人（ホスト）              | 「Adrien Brody/Sean Paul, Wayne Wonder」 | N/A      |
| 2014   | フーディーニ 幻想に生きた奇術師 Houdini      | ハリー・フーディーニ        | ミニシリーズ 計2話出演                   | 平田広明 |
| 2017   | ピーキー・ブラインダーズ Peaky Blinders      | ルカ・シャングレッタ        | 計6話出演                                | 小松史法 |
| 2021   | チャペルウェイト 呪われた系譜 Chapelwaite    | チャールズ・ブーン          | 兼製作総指揮 計10話出演                  | 宮本充   |
| 2023   | ポーカー・フェイス Poker Face                | スターリング・フロスト・Jr. | 計2話出演                                | 井上和彦 |

#### WEB配信ドラマ
| 年        | 題名                                                                                   | 役名                   | 配信局 | 備考       | 吹替     |
| --------- | -------------------------------------------------------------------------------------- | ---------------------- | ------ | ---------- | -------- |
| 2021      | メディア王 〜華麗なる一族〜 Succession                                                 | ジョシュ・アーロンソン | U-NEXT | 計2話出演  | 井上和彦 |
| 2022-2023 | ウイニング・タイム -レイカーズ帝国の誕生- Winning Time: The Rise of the Lakers Dynasty | パット・ライリー       | U-NEXT | 計15話出演 | 内田夕夜 |

## 日本語吹き替え
『戦場のピアニスト』以降、大半の作品で宮本充が専属（フィックス）として担当している。
このほかにも、井上和彦、藤原啓治、浜田賢二なども複数回、声を当てている。